# إوزيات
الإوزيات (الاسم العلمي: Anseriformes) هي رتبة من الطيور تتبع صف الطيور الحديثة من شعبة الحبليات. وتضم حوالي 150 نوعا حيا في ثلاث فصائل هي: فصيلة الصيّاح، وفصيلة الإوز الثرثار، وفصيلة الإوزية، وتضم الفصيلة الأخيرة حوالي 140 نوعا من الطيور المائية، بما فيها البط والإوز والإوز العراقي.
لكل أنواع إوزيات الشكل خصائص مميزة خُلقت لها لتساعدها على العيش في الماء، فكلها مثلا تملك أغشية بين الأصابع تساعدها على السباحة.

## الصيّاح

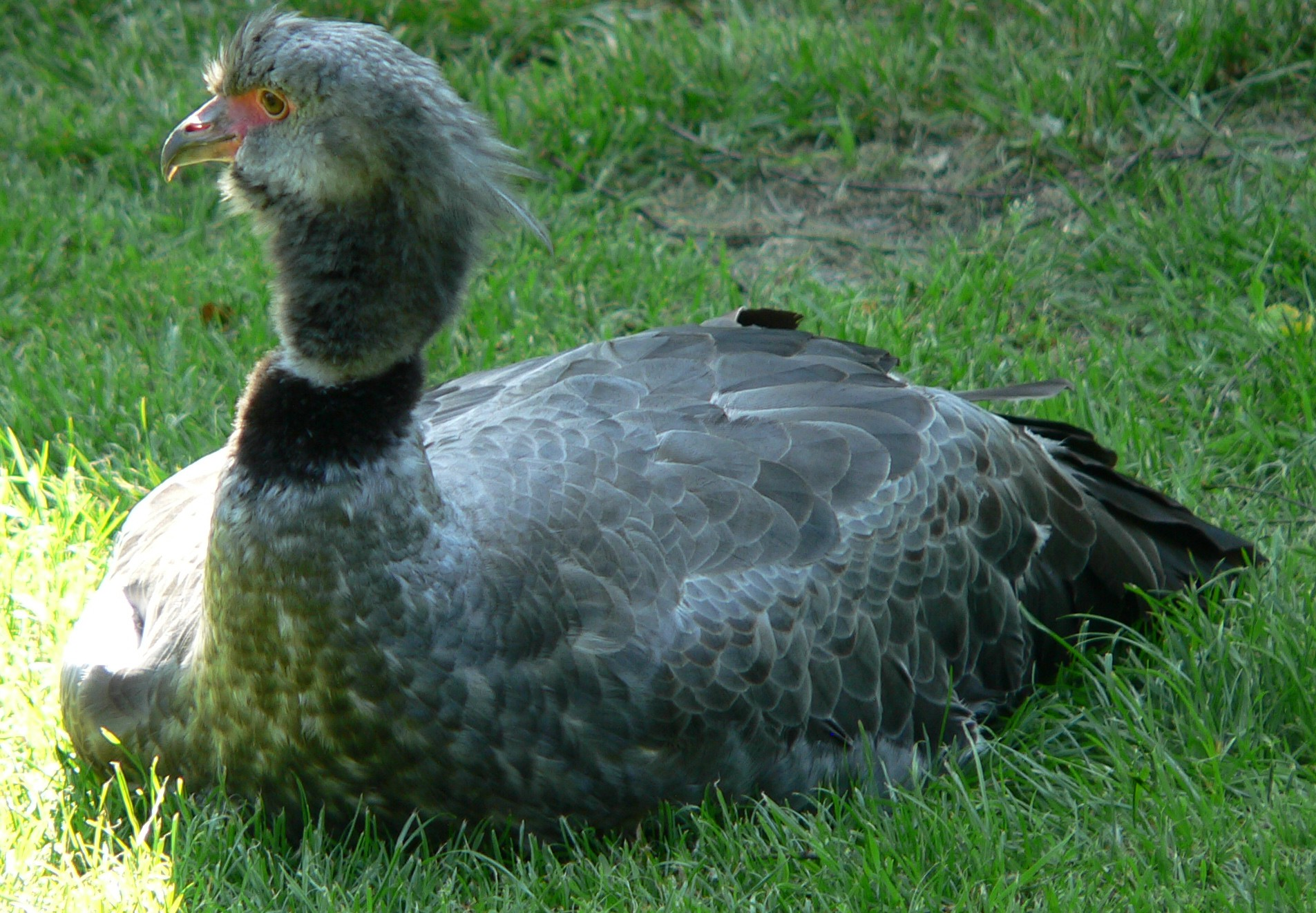
صياح

الصيّاح (الاسم العلمي: Anhimidae) فصيلة صغيرة من الطيور، كان يُظن لفترة طويلة أنها من الدجاجيات بسبب مناقيرها الصغيرة، إلا أنها في الحقيقة تتبع رتبة إوزيات الشكل، وهي قريبة كثيرا من الإوز الثرثار حسب تركيب المادة الوراثية (DNA)، ولهذه الفصيلة ثلاثة أنواع تعيش فقط في أمريكا الجنوبية، إذ يمتد موطنها من فنزويلا إلى شمال الأرجنتين.
تعيش الصيّاحات في المناطق المفتوحة والمستنقعات التي فيها نباتات، وتتغذى على النباتات المائية، ويعتبر نوع واحد من الصياحات، وهو الصياح الجنوبي، حيوان آفة، وذلك لأنه يغزو المحاصيل الزراعية ويتنافس مع حيوانات المزارع.

## الإوز الثرثار

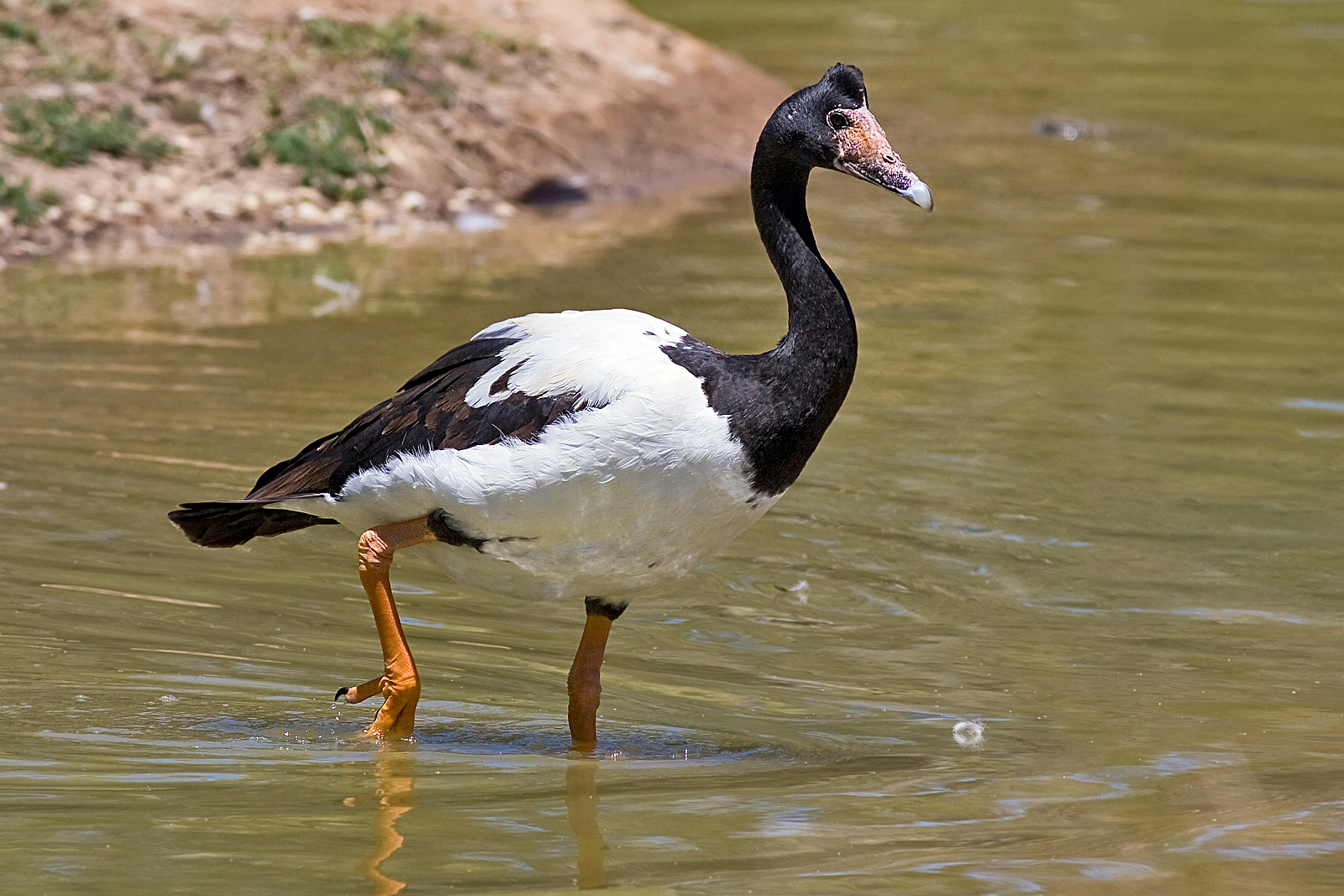
إوز ثرثار

الإوز الثرثار (الاسم العلمي: Anseranatidae) فصيلة من الطيور المائية تضم نوعا واحدا حيا هو الإوز الثرثار، والذي يعيش في شمال أستراليا وجنوب غينيا الجديدة.

## الإوز

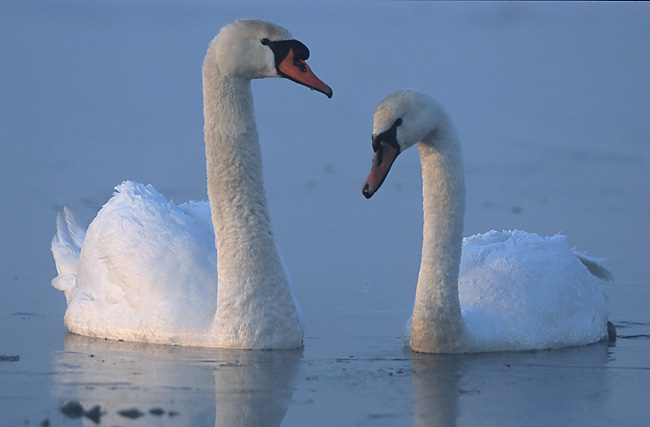
الإوز في القطب الجنوبي

الإوز هي أسرة من الطيور تضم البط والإوز والإوز العراقي، ولهذه الفصيلة انتشار عالمي في كل قارات العالم عدا القطب الجنوبي، وفي معظم جُزر العالم ومجموعات الجزر. تستطيع هذه الطيور السباحة والعوم على سطح الماء، والغوص في بعض الحالات، ولو في المياه السطحية على الأقل. تضم هذه الفصيلة 146 نوعا في 40 جنسا، وهذه الطيور تقتات على الأعشاب بشكل عام، ونظام الزواج عندها هو الزواج الأحادي، أي أن كل فرد يتزوج زوجة واحدة فقط في كل مرة. العديد من أنواع هذه الفصيلة يهاجر سنويا، وبعضها يربيه البشر للانتفاع من لحمها، وكثير منها يتعرض للصيد من أجل الأكل أو مجرد التسلية. خمسة أنواع من الإوزيات أصبحت منقرضة منذ عام 1600، وكثير منها مهدد بالانقراض.

## فصائل
- البط